# Difusão de salto
A difusão de salto é um processo estocástico que involve saltos e difusão. Tem aplicações importantes em reconexão magnética, ejeção de massa coronal, física da matéria condensada, teoria dos padrões, visão computacional e precificação de opções.

## Em física
Em cristais, a difusão atômica consiste tipicamente em saltos entre locais vagos de reticulados. Em escalas de tempo e comprimento que têm sua média calculada sobre muitos saltos únicos, o movimento líquido dos átomos em salto pode ser descrito como uma difusão regular.
A difusão de salto pode ser estudada em escala microscópica por dispersão inelástica de nêutrons e por espectroscopia de Mössbauer. Expressões fechadas para a função autocorrelação têm sido derivadas para vários modelos de difusão de salto:
- Em 1960, K. S. Singwi e A. Sjölander estudaram a alternação entre movimento oscilatório e movimento dirigido;[2]
- Em 1961, C. T. Chudley e R. J. Elliott estudaram saltos em um reticulado;[3]
- Em 1966 e 1967, V. F. Sears estudou a difusão de salto de graus rotacionais de liberdade;[4][5]
- Em 1981, Peter L. Hall e D. K. Ross estudaram a difusão de salto no interior de um volume restringido.[6]

## Em economia e finanças
Em precificação de opções, um modelo de salto-difusão é uma forma de modelo mistura, que une um processo de salto e um processo de difusão. Modelos de salto-difusão foram introduzidos por Robert C. Merton como uma extensão de modelos de salto. Devido a sua tratabilidade computacional, o caso especial de um processo de salto afim básico é popular para alguns modelos de risco de crédito e de taxa reduzida.

## Em teoria dos padrões, visão computacional e imagiologia médica
Em teoria dos padrões e visão computacional em imagiologia médica, processos de salto-difusão foram apresentados pela primeira vez por U. Grenander e M. I. Miller como uma forma de algoritmo de amostragem aleatória que mistura movimentos do tipo "foco", os processos de difusão, com movimentos do tipo "sacada" (movimento ocular rápido), via processos de salto. A abordagem modelou as ciências dos elétron-micrógrafos como se contivessem múltiplas formas, cada uma tendo alguma representação dimensional fixa, com a coleção de micrógrafos preenchendo o espaço amostral corresponde às uniões de espaços múltiplos de dimensões finitas. Usando técnicas da teoria dos padrões, um modelo de probabilidade a posteriori foi construído sobre a união contável do espaço amostral. Por isso, este é um modelo de sistema híbrido, que contém as noções discretas de número objeto ao lado de noções contínuas de forma. O processo de salto-difusão foi construído para ter propriedades ergódicas de modo que, depois de primeiramente se afastar de sua condição inicial, gerasse amostras do modelo de probabilidade a posteriori.